# يو إف سي 137
يو إف سي 137: بن ضد دياز (بالإنجليزية: UFC 137: Penn vs. Diaz)‏ هو حدث لفنون القتال المختلطة نظمته يو إف سي، أُقيم في 29 أكتوبر 2011، على مركز أحداث ماندالاي باي في لاس فيغاس، نيفادا، الولايات المتحدة.